# Сан-Дам'яно-Макра
Сан-Дам'яно-Макра (італ. San Damiano Macra, п'єм. San Damian) — муніципалітет в Італії, у регіоні П'ємонт,  провінція Кунео.
Сан-Дам'яно-Макра розташований на відстані близько 520 км на північний захід від Рима, 75 км на південний захід від Турина, 27 км на північний захід від Кунео.
Населення — 435 осіб (2014).
Щорічний фестиваль відбувається у кінці червня. Покровитель — S. Antonio.

## Демографія
Населення за роками:

Станом на 1 січня 2023 року в муніципалітеті офіційно проживали 22 іноземці з 7 країн, серед них 7 громадян країн Євросоюзу.

## Уродженці
- Луїджі Аллеманді (*1903 — †1978) — відомий у минулому італійський футболіст, захисник, згодом — футбольний тренер.

## Сусідні муніципалітети
- Картіньяно
- Кастельманьо
- Челле-ді-Макра
- Дронеро
- Фрассіно-(кн)
- Макра
- Мелле
- Роккабруна
- Сампере